# 탑툰
탑툰(영어: TOPTOON)은 ㈜탑코에서 서비스하고 있는 웹툰 전문 플랫폼이다. 법인 명은 본래 탑코믹스(전 대표 김춘곤)였으나 다양한 사업영역 확장을 이루고자 탑코(대표 유정석)로 변경했다. 2014년 1월 탑코믹스가 설립되었고 동년 3월 탑툰이 오픈 했다.
사업 초기 폭발적인 마케팅을 통해 오픈된 지 4개월만에 누적 회원 수를 500만명으로 끌어올리고 벤처기업으로서는 이례적인 성과를 달성했다.

## 개요
탑툰은 웹툰 전문 플랫폼으로 '성숙한 독자를 위한 프리미엄 웹툰 서비스'라는 슬로건을 가지고 있다. 이때까지 20대부터 30대까지 포괄하는 유저를 대상으로 하고 있었으나 최근에는 10대도 볼 수 있는 콘텐츠를 수급하며 전 연령이 볼 수 있는 플랫폼으로 확대하고 있다.
회원 수는 1600만 명이며 탑툰의 콘텐츠는 웹툰만 700여개, 연재중인 순수 웹툰은 200여개다. 기존 포털에서 무료로 볼 수 있었던 웹툰과는 달리 부분 유료화를 모델로 했기 때문에 콘텐츠의 70% 이상이 유료 웹툰이다.
이는 포털이 주름잡던 웹툰시장을 깨기 위한 시도였고 모두가 안될 거라는 우려 속에 출시 1년만인 2015년 2월 누적매출 100억을 달성하며 큰 비즈니스 모델이 되었다. 2014년 매출은 85억원, 2015년 매출은 200억원, 2016년 매출은 300억원으로 사업 초기 대비 3.5배 이상의 성장률을 달성하는 등 놀라운 성장을 보여주고 있다.
특히 일반 웹툰 플랫폼과는 달리 해외진출과 사회공헌에도 신경 쓰고 있는데 해외 진출의 경우 현재 대만과 일본에 자체 웹툰 플랫폼이 진출되어 있으며 프랑스 웹툰 플랫폼 델리툰에 콘텐츠 공급을 체결 중이다. 오는 4월 중으로 중국에 자체 플랫폼과 앱을 출시하겠다고 발표했다.
사회공헌 부문에서는 최근 한국경영자총협회와 한국언론인협회에서 주관하는 '2017 행복 더함 사회공헌 대상'에 수상 하기도 했다.
새롭게 바뀐 상호명 탑코(TOPCO)는 Top(최고) Co(Comics, Contents, Corporation)의 함축하는 의미로 ‘최고의 만화’로 ‘최고의 콘텐츠’를 만들어내는 ‘최고의 기업’이라는 슬로건을 나타낸다고 말했으며 실제 '동거', '성판17', '청소부K'같은 웹툰은 IPTV용 영화나 웹 드라마 그리고 극장용 영화로 개봉을 예정하고 있다.

## 역사
| 날짜        | 내용 |
| ----------- | --- |
| 2014년 1월  | ㈜탑코믹스 설립                                                                                              |
| 2014년 3월  | 탑툰 서비스 론칭                                                                                             |
| 2014년 12월 | 중소기업청 벤처기업 인증                                                                                     |
| 2015년 2월  | 누적매출 100억원 돌파 구로구청에 1000만원 기부금 전달                                                        |
| 2015년 7월  | 대만 및 일본 지사 설립 및 사이트 오픈 누적회원 1000만명 돌파 한양대학교와 산혁협력 체결                      |
| 2015년 8월  | 누적매출 200억원 돌파                                                                                        |
| 2015년 9월  | 한국저작권보호원 인증 클린사이트 선정 청강문화산업대학교와 산학협력 체결                                     |
| 2015년 11월 | 다우기술과 전략적 협약 체결 구로구청에 김장김치 100박스 기탁                                                 |
| 2016년 1월  | 웹툰 독자 의견 보내기 서비스 실시                                                                            |
| 2016년 2월  | 프랑스 웹툰 플랫폼 델리툰에 콘텐츠 공급 계약 체결 누적매출 300억원 돌파 누적회원 1200만명 돌파               |
| 2016년 8월  | 누적매출 400억원 돌파 누적회원 1300만명 돌파                                                                 |
| 2016년 10월 | 한국저작권위원회와 '반듯한 웹툰 이용문화 만들기' 캠페인 실시                                                 |
| 2016년 11월 | 한국영상대학교와 산학협력 체결                                                                               |
| 2016년 12월 | 상호 변경 '㈜탑코믹스'에서 '㈜탑코'로 변경 대표이사 유정석 취임 100백만불 수출의 탑 수상 (제 53회 무역의 날) |
| 2017년 1월  | 구로구청에 독거노인 기부 사내 모금액 전달                                                                    |
| 2017년 2월  | 제 7회 행복더함 사회공헌 대상 수상                                                                           |

## 특징

### 유저 인터페이스와 서비스
탑툰에서는 일반적인 웹툰 플랫폼에서 보기 드문 서비스가 존재한다. 30일간 자유롭게 웹툰을 볼 수 있는 '정액관'과 하루 동안 몇회차 이상을 무료로 볼 수 있는 '오늘만 무료'나 반값으로 볼 수 있는 '오늘만 반값' 등이 있다.(각주)
유저 기반 서비스 중에는 독자가 유료로 보는 웹툰이기 때문에 콘텐츠의 질 향상과 다양한 의견을 접수 받기 위해 '의견 보내기' 시스템이나 작가가 원하면 '댓글 시스템'까지 사용하여 웹툰이라는 콘텐츠 특성(실시간 독자소통)을 잘 살린 케이스다.

### 사회공헌
웹툰 업계에서는 드물게 사회공헌 활동에 관심을 기울이고 있는데 이는 유정석 대표의 가치관에 비롯되었다고 볼 수 있다.실제 최근에는 여러 차례 사회공헌을 통해 한국경영자총협회와 한국언론인협회에서 주관하는 '2017 행복 더함 사회공헌 대상'에 수상하기도 했다.
이러한 사회공헌 활동은 웹툰 업계에서도 자발적인 모범 사례가 되고 있는데 현재로서는 웹툰 전문 플랫폼의 사회공헌 사례가 탑툰 밖에 없기 때문에 브랜드적 가치에 큰 공헌을 하고 있다.

### 발 빠른 트랜드 반영과 대처
일반적인 웹툰 플랫폼에 비해 트랜드에 민감하고 발 빠른 대처로 유명하다. 한 예로 '클로저스 티나 성우 교체 논란' 당시 AA미디어 회의 당시의 내용을 소속 작가 박달곰이 자신의 주장을 밝히면서 네티즌에 몰매를 맞게 되었고 박달곰 작가의 주장이 곧 탑툰의 입장처럼 번지게 되었다.
이에 탑툰은 발 빠른 대처를 통해 강력한 인터넷 지지세력을 얻게 된 사건이 있다. 이는 곧 브랜드 이미지를 상승시킨 결정적인 원인이 되기도 했다.
콘텐츠적인 측면에서는 기존 성인 독자가 볼 수 잇는 웹툰이 많았지만 우수한 작가 영입을 통해 전 연령 웹툰을 대거 확대하며 10대까지 아우를 수 있는 웹툰 플랫폼으로 바뀌었다.

## 수상
| 날짜        | 내용                                               |
| ----------- | -------------------------------------------------- |
| 2015년 3월  | 스포츠서울 선정 2015 혁신한국인 & POWER KOREA 수상 |
| 2015년 6월  | 전자신문 선정 2015 하반기 인기상품 수상            |
| 2016년 12월 | 100백만불 수출의 탑 수상 (제 53회 무역의 날)       |
| 2017년 2월  | 제 7회 행복더함 사회공헌 대상 수상                 |

## 스폰서
| 날짜       | 내용                                                |
| ---------- | --------------------------------------------------- |
| 2016년 2월 | 대만 타이베이 국제 만화 애니메이션 축제 메인 스폰서 |
| 2016년 4월 | 대만 카오슝 국제 만화 애니메이션 축제 메인 스폰서   |
| 2016년 5월 | 명지대학교 '청바지'축제 후원                        |
| 2016년 6월 | 소아암 환자 후원행사 'BED RACE' 메인 스폰서 후원    |
| 2016년 7월 | 부천국제만화페어 '워터건 서바이벌' 행사 진행        |